# Internationalized Domain Name
IDN (ang. internationalized domain name) – rodzaj domeny internetowej, zawierającej znaki spoza ASCII, czyli m.in. litery ze znakami diakrytycznymi (np. w języku polskim są to litery: ą, ć, ę, ł, ń, ó, ś, ź, ż).
Ponieważ system nazw domenowych opiera się na siedmiobitowych znakach standardu ASCII, wielojęzyczne nazwy domen internetowych są przekształcane z formy zapisanej w Unikodzie do znaków siedmiobitowych, opierając się na sposobie zapisu zwanym Punycode, opisanym w RFC 3490 ↓.
Technicznie nazwa domeny IDN składa się z alfabetu łacińskiego (bez znaków narodowych) i rozpoczyna się prefiksem „xn--”, jest to informacja dla przeglądarki, że w nazwie znajdują się zakodowane znaki spoza ASCII. Jeśli wpiszemy taki adres do przeglądarki obsługującej IDN, wyświetli się nazwa domeny zawierająca znaki międzynarodowe. Podobnie jeśli wpiszemy do przeglądarki nazwę domeny wraz ze znakami międzynarodowymi, to zostaną one wewnętrznie przekodowane i poprawnie zinterpretowane, dzięki czemu wyświetli się zawartość strony www.
Gdy domeny IDN nie były jeszcze popularne, do ich obsługi konieczna była instalacja dodatkowych rozszerzeń w programach.
Obecnie wszystkie nowe przeglądarki internetowe, a także inne programy (np. pocztowe) standardowo obsługują domeny IDN.
Standard IDN pozwolił nie tylko na używanie polskich znaków w domenach, można stosować także inne, m.in. arabskie, chińskie, greckie itp.